# Before the Flood
Before the Flood är ett livealbum av Bob Dylan & The Band, utgivet i juni 1974. Det spelades in under deras turné i början av 1974, de flesta låtarna är tagna från turnéns tre sista spelningar på The Forum i Inglewood, Kalifornien. Det nådde tredjeplatsen på albumlistan i USA och en sjätteplats i Storbritannien. Albumet har sålt platina i USA. Albumet var det andra och sista som Bob Dylan gav ut för bolaget Asylum Records, på 1980-talet köptes rättigheterna upp av Columbia Records som Dylan spelat in alla sina andra album för, och alla nyutgåvor sedan dess lanseras genom det bolaget.
Albumet fick generellt sett bra kritik och ses ofta som ett av Dylans starkaste livealbum. Robert Christgau skrev till exempel: "När det är som bäst är detta den galnaste och starkaste rockmusik som någonsin spelats in" Stephen Thomas Erlewine skriver i sin recension på Allmusic att "[det är] ett av de bästa livealbumen från sin era. Kanske överhuvudtaget." Det blev framröstat som årets sjätte bästa i The Village Voices Pazz & Jop-lista.

## Låtlista
Låtarna skrivna av Bob Dylan, där inget annat namn anges.

### Skiva ett
1. "Most Likely You Go Your Way and I'll Go Mine" - 3:16
2. "Lay Lady Lay" - 3:00
3. "Rainy Day Women No. 12 & 35" - 3:09
4. "Knockin' on Heaven's Door" - 3:30
5. "It Ain't Me, Babe" - 3:15
6. "Ballad of a Thin Man" - 3:29
7. "Up on Cripple Creek" (Robbie Robertson) - 4:57
8. "I Shall Be Released" - 3:19
9. "Endless Highway" (Robbie Robertson) - 4:45
10. "The Night They Drove Old Dixie Down" (Robbie Robertson) - 4:05
11. "Stage Fright" (Robbie Robertson) - 4:22

### Skiva två
1. "Don't Think Twice, It's All Right" - 3:34
2. "Just Like a Woman" - 4:46
3. "It's Alright, Ma (I'm Only Bleeding)" - 5:12
4. "The Shape I'm In" (Robbie Robertson) - 3:33
5. "When You Awake" (Richard Manuel, Robbie Robertson) - 2:54
6. "The Weight" (Robbie Robertson) - 4:20
7. "All Along the Watchtower" - 2:58
8. "Highway 61 Revisited" - 4:05
9. "Like a Rolling Stone" - 6:06
10. "Blowin' in the Wind" - 3:46

## Medverkande
- Rick Danko - bas, fiol, sång
- Bob Dylan - gitarr, munspel, piano, sång
- Levon Helm - trummor, mandolin, sång
- Garth Hudson - hammondorgel, clavinet, piano, keyboard, saxofon
- Richard Manuel - piano, elpiano, orgel, trummor, sång
- Robbie Robertson - gitarr, sång

## Listplaceringar
| Lista (1974)   | Position            |
| -------------- | ------------------- |
| Danmark        | 8 (DR "Top 20")     |
| Finland        | 27                  |
| Kanada         | 5 (RPM)             |
| Nederländerna  | 7                   |
| Norge          | 6 (VG-lista)        |
| Storbritannien | 8 (UK Albums Chart) |
| Sverige        | 10 (Kvällstoppen)   |
| USA            | 3 (Billboard 200)   |
| Västtyskland   | 24                  |
| Österrike      | 3                   |